# Florian Drechsler
Florian Drechsler (* 10. April 1978 in Berlin) ist ein deutscher Filmeditor.
Florian Drechsler arbeitete nach dem Fachabitur für verschiedenste Kino- und TV-Produktionen als Schnittassistent. Im Jahr 2000 montierte er seinen ersten Kurzfilm, seit 2003 schneidet er TV- und Kinofilme.
Für seine Arbeit am Film Sperling und die kalte Angst erhielt er 2007 den Deutschen Fernsehpreis. 2010 wurde er für den TV-Zweiteiler Vulkan erneut für den Deutschen Fernsehpreis nominiert.
Drechsler ist Mitglied im Bundesverband Filmschnitt Editor (BFS).

## Filmografie
- 2000: Fenstersturz (Kurzfilm)
- 2000: Rillenfieber (Kurzfilm)
- 2001: Ob sie wollen oder nicht (Kurzfilm)
- 2001: Ein Sommertraum (Fernsehfilm, Co-Editing)
- 2002: Voll korrekte Jungs (Fernsehfilm, Co-Editing)
- 2002: Wenn sie brennen, legen sie auf! (Kurzfilm)
- 2003: Der Typ (Kurzfilm)
- 2004: Baal (Fernsehfilm)
- 2004: Eine Liebe in Saigon (Fernsehfilm)
- 2004: Wolfstraum (Kurzfilm)
- 2005: Katze im Sack
- 2005: Ein Koala-Bär allein zu Haus (Fernsehfilm)
- 2005: Abseits
- 2005: Tatort: Leiden wie ein Tier
- 2005: Lulu (Fernsehfilm)
- 2005: Kahlschlag (Fernsehfilm)
- 2006: Sperling – Sperling und die kalte Angst (Fernsehfilm)
- 2006: Tatort: Schlaflos in Weimar (Fernsehreihe)
- 2006: Peer Gynt
- 2006: Beim nächsten Kind wird alles anders (Fernsehfilm)
- 2007: Nur ein kleines bisschen schwanger (Fernsehfilm)
- 2007: Tatort: Schleichendes Gift (Fernsehfilm)
- 2007: Post Mortem (Fernsehserie, Folge 14+15)
- 2007: Friedliche Zeiten
- 2008: Werther (Fernsehfilm)
- 2009: Vulkan (Fernseh-Zweiteiler)
- 2010: Interview (Kurzfilm)
- 2010: Gier (Fernseh-Zweiteiler)
- 2010: Stationspiraten
- 2011: Unter Nachbarn
- 2012: Im Brautkleid meiner Schwester
- 2013: Blutsschwestern – jung, magisch, tödlich
- 2013: The Forbidden Girl
- 2013: Die Frau, die sich traut
- 2014: Bella Casa – Hier zieht keiner aus!
- 2014: Bella Amore – Widerstand zwecklos
- 2014: Inspektor Jury - Der Tote im Pub
- 2015: Die dunkle Seite des Mondes
- 2016: Das weiße Kaninchen (Fernsehfilm)
- 2016: Der Island-Krimi – Der Tote im Westfjord
- 2016: Strawberry Bubblegums
- 2017: Wilsberg: Der Betreuer
- 2017: Das Leben danach
- 2017: So auf Erden
- 2018: Urlaub mit Mama (Fernsehfilm)
- 2019: Tatort: Querschläger
- 2020: Verunsichert – Alles Gute für die Zukunft
- 2021: Das Versprechen (Fernsehfilm)
- 2020: 8 Zeugen, Miniserie
- 2022: Friesland: Unter der Oberfläche
- 2022: Das Haus der Träume (Miniserie, 6 Folgen)
- 2023: Im Schatten der Angst – Du sollst nicht lügen (Fernsehfilm)
- 2024: Das Quartett: Das Schweigen

## Auszeichnungen
- 2007: Deutscher Fernsehpreis – Bester Schnitt für Sperling und die kalte Angst